# Modern Tân nhân loại
Modern Tân nhân loại (tiếng Trung: 摩登新人类; bính âm: Mo Deng Xin Ren Lei) là một bộ phim truyền hình Trung Quốc được sản xuất năm 2011.

## Các diễn viên chính
- Hồ Ca vai Tạ Phi Phàm
- Trần Ý Hàm vai Hạ Hồng Quả
- Trần Bá Lâm vai Lăng Kiệt
- Mã Tư Thuần vai Ôn Tuyết
- Khương Siêu vai Hoa Tử
- Quách Vĩ vai Tần Thiên
- Dương Tử Đồng vai Diệp Sa Sa
- Lý Viên vai Thẩm Tường
- Trương Thiết Lâm vai Tạ Lôi Thần
- Công Sơn vai Lăng Lâm